# Willy De Clercq
Pour les articles homonymes, voir De Clercq.
Le vicomte Willy De Clercq (né à Gand le 8 juillet 1927 et mort le 28 octobre 2011 dans la même ville) est un avocat et un homme d'État libéral belge néerlandophone. Il a occupé des fonctions gouvernementales belges et au niveau européen.

## Biographie

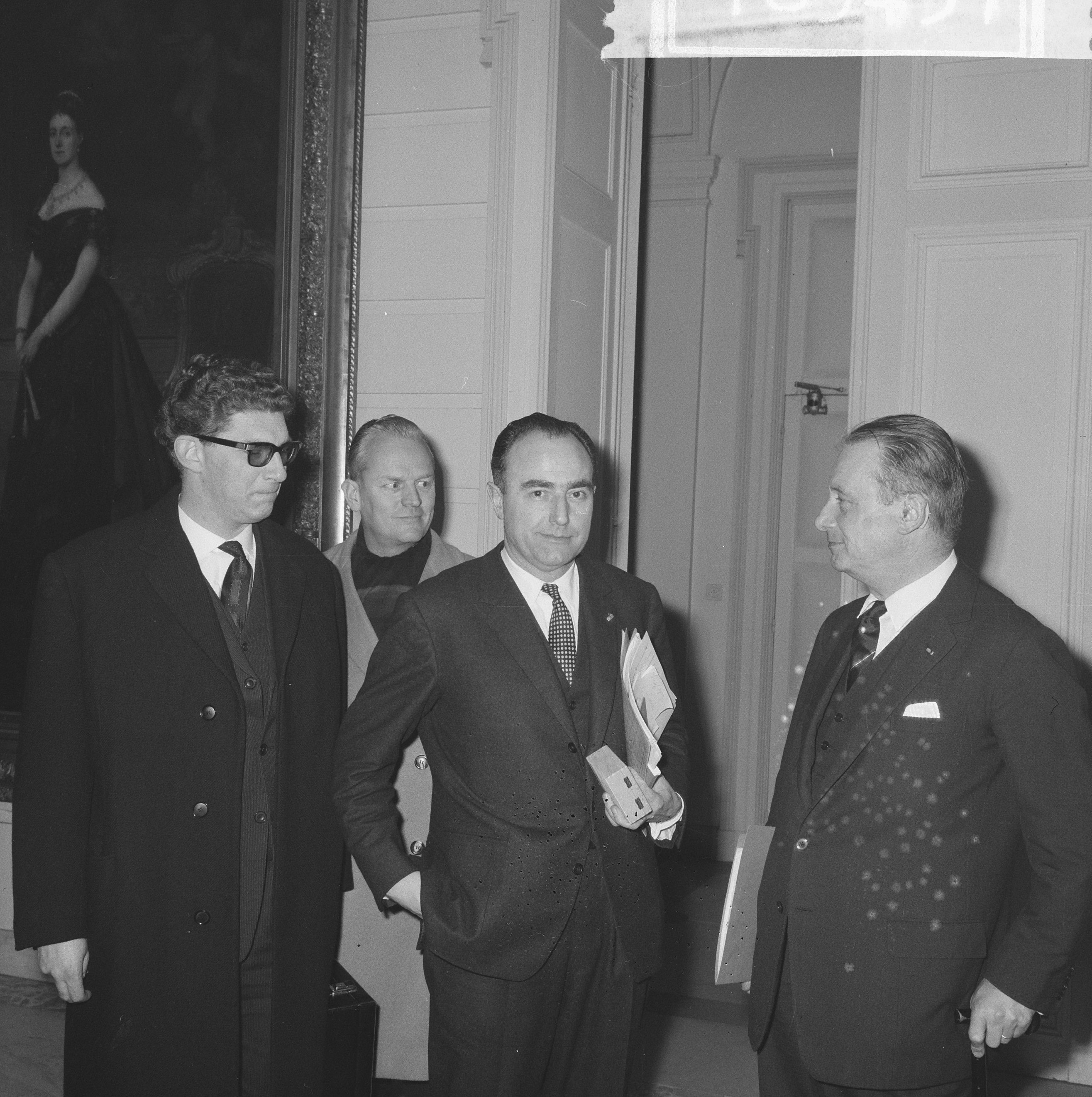
Willy de Clerq (à gauche), Paul Vanden Boeynants (centre) et Jacques Van Offelen en 1966 (gouvernement Vanden Boeynants I).

Willy Clarisse Elvire Hector De Clercq, né à Gand le 8 juillet 1927, est le fils d'un industriel. Il descend d'une famille juive arrivée aux Pays-Bas au XVIIIe siècle qui a fait fortune dans le commerce, les Clercq (anciennement Lévy). Ses parents ont échappé au camp de rassemblement de Malines, ayant été déchus de leurs titres de noblesse sous l'occupation allemande pendant la Seconde Guerre mondiale. Willy De Clercq était marié à Fernande Fazzi (1926-2019) qui lui a donné trois enfants. Son petit-fils Mathias De Clercq est échevin à Gand depuis janvier 2007 et député à la Chambre des représentants depuis décembre 2007.
Il fait ses études secondaires à l'Athénée de Gand puis des études universitaires de 1945 à 1950. Il est docteur en droit en 1950 et licencié en notariat en 1951 à l'Université de Gand. Pendant ses études, il adhère à l'Association des libéraux flamands dont il devient président. Il part ensuite aux Etats-Unis pour y effectuer un stage au Secrétariat général des Nations Unies. Il s'inscrit comme avocat au barreau de Gand en 1951 et enseigne à la Faculté de sciences agricoles à l'Université de Gand.
Il se lance alors dans la carrière politique. En 1952, il est élu conseiller communal de Gand. Il occupera ce mandat de 1952 à octobre 1953 et de 1970 à 1979.
En novembre 1958, il remplace Henri Liebaert comme député à la Chambre des représentants où il se spécialise sur les questions budgétaires et financières. il occupe une première fonction ministérielle de septembre 1960 à mars 1961 comme secrétaire d'État au budget dans le gouvernement Gaston Eyskens III. 
Il contribue à l'ascension du parti libéral belge PLP/PVV ce qui permet à ce parti de dépasser les 20 % des voix en 1965. En mars 1966, le Premier ministre, Paul Van den Boeynants, forme une coalition libérale et sociale-chrétienne. Willy De Clercq est nommé vice-Premier ministre et ministre du Budget et restera à ce poste jusqu'à la chute de ce gouvernement en 1968. En 1971, le parti libéral se scinde et il devient président du PVV, aile libérale flamande. De 1973 à 1977, Il intègre le gouvernement Tindemans II comme vice-Premier ministre et ministre des Finances.
En juin 1979, il est élu député européen aux premières élections européennes et président de la Fédération des libéraux européens. Ceci le l'empêche pas de retrouver des fonctions nationales. En 1981, il redevient vice-Premier ministre et ministre des Finances et du Commerce extérieur dans le gouvernement Martens V et il cède la présidence du PVV à Guy Verhofdstadt. En janvier 1985, il démissionne de ses fonctions nationales pour devenir commissaire européen aux Relations extérieures et à la Politique commerciale à la Commission européenne. Il quitte ces fonctions en 1989 pour devenir député européen de 1989 à 2004.
Willy De Clerq a également occupé des fonctions de haut niveau au sein de plusieurs institutions internationales. Il a été président du Conseil supérieur des Finances (1973-1977, 1981-1985), gouverneur de la Banque mondiale (1973-1977, 1981-1985), gouverneur van de Banque africaine de développement (1973-1977, 1981-1985) et président du comité intérimaire du Fonds monétaire international (FMI) (1976-1977, 1983-1985). 
Il est le fondateur, avec d'autres personnalités politiques européennes, de l'organisation Medbridge, qui a pour objectif de promouvoir les échanges, le dialogue et la compréhension mutuelle entre l'Europe et le Proche-Orient, notamment avec Israël. Il a été un fervent défenseur du judaïsme. 

## Distinctions[6]
- Il est nommé ministre d'État par le roi Baudouin Ier en 1985 ;
- Il a obtenu concession de noblesse héréditaire et du titre personnel de vicomte, accordée par le roi Albert II en 2006. Son épouse Fernande Fazzi a de son côté reçu une concession de noblesse personnelle et du titre personnel de vicomtesse.
- Il a reçu les distinctions suivantes :
  -  Grand cordon de l'ordre de Léopold ;
  -  Grand-croix de l'ordre de la Couronne ;
  -  Grand-croix de l'ordre de la Couronne de chêne (Luxembourg) ;
  -  Grand-croix, 1re classe version spéciale de l'ordre du Mérite (Allemagne) ;
  -  Chevalier grand-croix au grand cordon de l'ordre du Mérite de la République italienne‎ ;
  -  Grand-croix de l'ordre de la Rose blanche (Finlande) ;
  -  Grand officier de la Légion d'honneur (France).